# Ida Kristine Nielsen

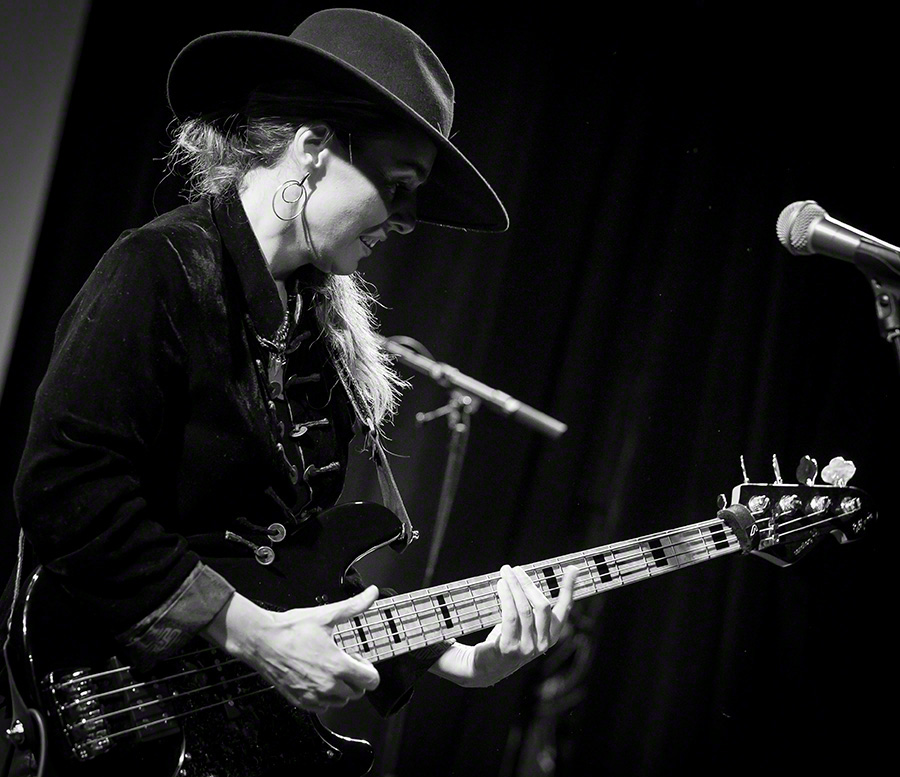
Ida Nielsen beim Oslo Jazzfestival, 20. August 2016

Ida Kristine Nielsen (* 1975 in Aarhus), auch bekannt als Bass Ida, Bassida, Ida Funkhouser und Slap Bass Queen, ist eine dänische Bassistin, Songwriterin und Sängerin. Ihre Musik ist eine Mischung aus Funk und Hip-Hop mit Einflüssen von Reggae und Weltmusik.

## Biografie
Nielsen begann mit 16 Jahren Bass zu spielen. Von 1993 bis 1998 studierte sie an Det Kongelige Danske Musikkonservatorium (Königlich Dänisches Konservatorium) in Kopenhagen und schloss ihr Diplom mit dem E-Bass als Hauptinstrument ab.
Nielsen war Mitglied verschiedener Bands, darunter die belgische Gruppe Zap Mama, die dänische Pop-Rock-Band Michael Learns to Rock, die US-amerikanische Funk-Band The New Power Generation und das Funkrock-Trio 3rdEyeGirl. Die beiden letzteren waren Begleitbands von Prince.
2008 veröffentlichte Nielsen ihr erstes Soloalbum Marmelade. 2010 begann ihre Zusammenarbeit mit Prince, als sie Mitglied der New Power Generation wurde, wo sie sang und den Bass spielte. Die Zusammenarbeit hielt bis zu dem Tod von Prince 2016.
Seither ist sie mit ihrer eigenen Band auf Tour. 2020 veröffentlichte sie ihr fünftes Soloalbum 02022020. Auf ihrem Album More Sauce, Please! (2023) hat sie die meisten Instrumente selber gespielt.

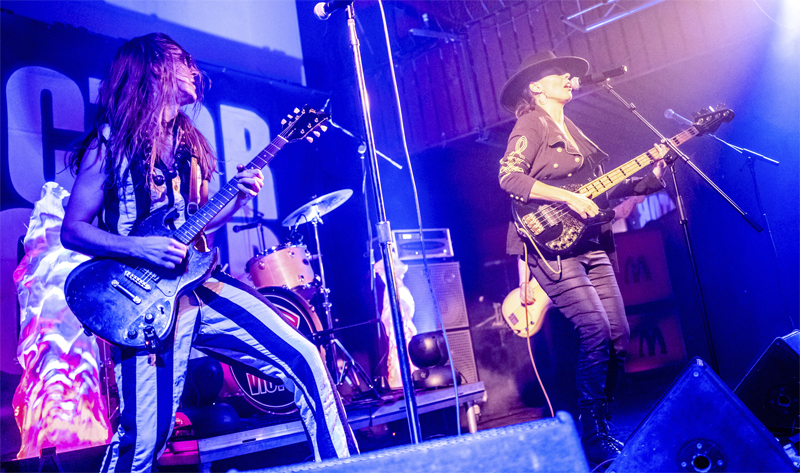
Ida Nielsen (rechts), 2015

## Diskografie

### Soloalben
- 2008: Marmelade (unter dem Namen „Bassida“)
- 2011: Sometimes a Girl Needs Sugar Too
- 2016: turnitup
- 2019: Time 2 Stop Worrying (bout the weird stuff)
- 2020: 02022020
- 2023: More Sauce, Please! (Leopard/Broken Silence)

### Gastmusikerin bei Prince
- 2014: Art Official Age
- 2014: Plectrumelectrum
- 2015: Hitnrun Phase One (mit 3rdEyeGirl)
- 2015: Hitnrun Phase Two